# St Clement Rural
St Clement Rural var en civil parish från 1894 till 1934 då den blev en del av St. Clement och Truro, i grevskapet Cornwall, i England. Civil parish var belägen 14 km från Falmouth och hade 758 invånare år 1931.